# Eerste stuurman
Een eerste stuurman is een officiersrang op koopvaardijschepen. Deze stuurman is de plaatsvervanger van de kapitein. De eerste stuurman is hoofd van de dekdienst.

## Taken

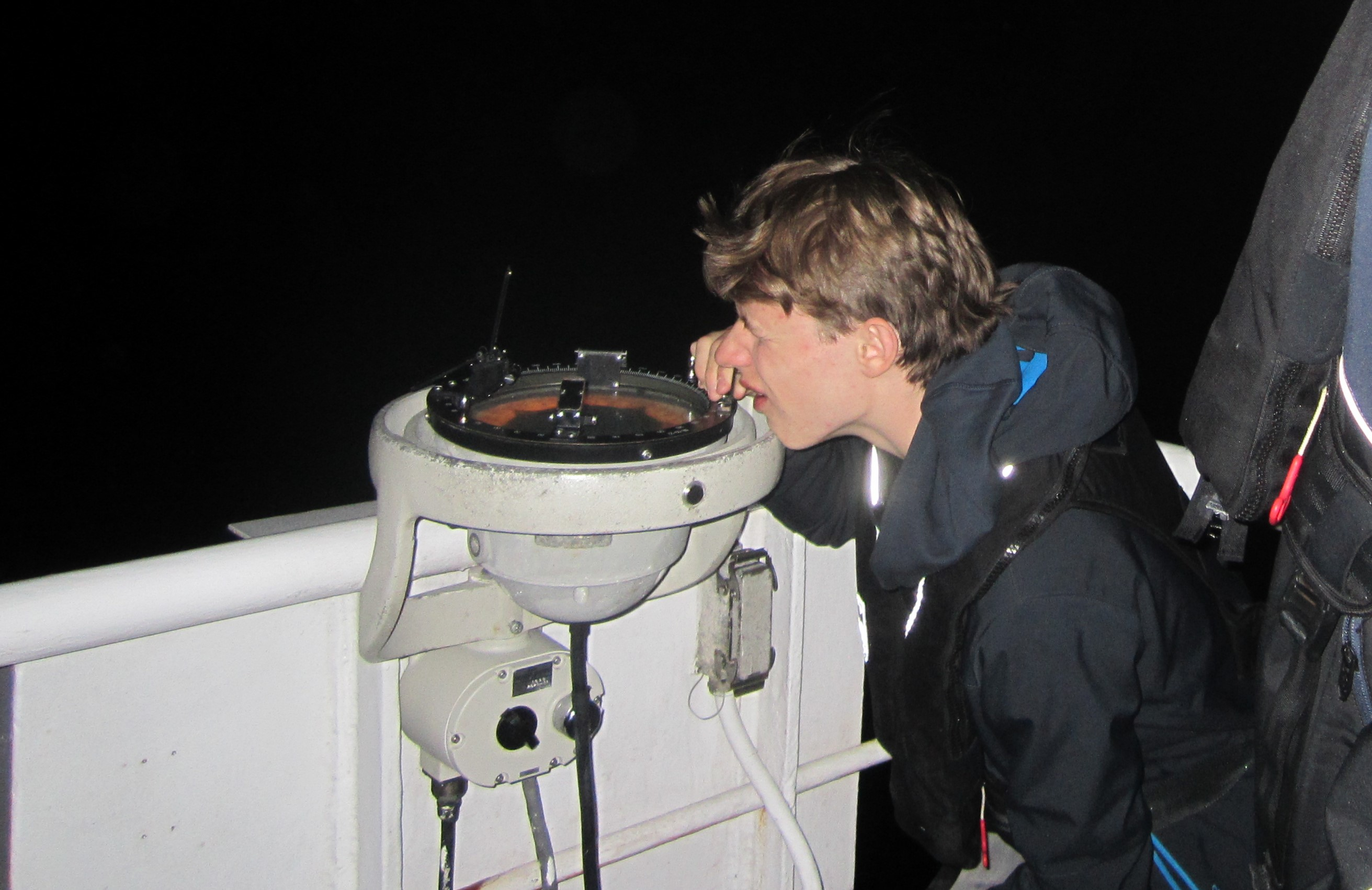
Eerste stuurman neemt een peiling tijdens de dagwacht

Per rederij kunnen de taken van een eerste stuurman verschillen, maar meestal is de eerste stuurman verantwoordelijk voor het aansturen van de dekploeg, bestaande uit de bootsman en matrozen, en is verantwoordelijk voor de laad- en losoperaties. Vaak zal de eerste stuurman ook als mentor fungeren voor een eventuele stagiair. Als er geen scheepsarts aan boord is, wat op vrachtschepen vaak het geval is, zal de eerste stuurman ook de noodzakelijke medische handelingen verrichten.  Om dat te kunnen doen moeten alle eerste stuurlieden en dus ook kapiteins een ziekenhuisstage of een vervangende medische cursus gevolgd hebben.
Op zee heeft de eerste stuurman meestal de dagwacht en de platvoetwacht en is hij belast met de navigatie. In bepaalde situaties kan een roerganger hem bijstaan.